# 林家なな子
林家 なな子（はやしや ななこ、1981年12月21日 - ）は、落語協会、FIRST AGENT所属の落語家。出囃子は『たなばたさま』。

## 経歴
東京都足立区出身。東京都立淵江高等学校、江戸川大学卒業。会社員を経て、2010年8月に九代目林家正蔵に入門。12月、「味噌豆」で初高座。2011年2月21日、柳家花どん、柳家さん坊と共に前座となる。前座名は、正蔵に入門を願い出たのが7月7日の七夕であったため「なな子」。
2015年5月21日、林家けい木、柳亭市童、柳家吉緑、柳家やなぎと共に二ツ目昇進。出囃子は先述の由来により『たなばたさま』。
2025年9月21日より、柳家やなぎ、吉原馬雀、入船亭遊京、金原亭馬久と共に真打昇進予定。

## 人物
- 落語家になる以前から入間川部屋とつながりがあり[3]、同部屋所属の磋牙司とは同じ誕生日（1981年12月21日）ということもあり親交があった。2022年8月に沼津市で磋牙司の断髪式があった際には、司会を務めている[5]。

## 出演
- 二つ目物語（2022年、林家しん平監督、クロスロード） - 幽霊 役